# ルドルフ2世 (ブルグント王)
ルドルフ2世（Rudolf II., 880年頃 - 937年7月12日または7月13日）は、ブルグント王（在位：912年 - 937年）、イタリア王（在位：922年 - 926年）。

## 生涯
ルドルフはブルグント系ヴェルフ家出身のブルグント王ルドルフ1世とプロヴァンス王ボソの娘ウィラの長男である。
ルドルフは領土を東北方面に広げようとし、916年にバーゼルなどシュヴァーベンの一部を得た。919年には、トゥールガウおよびチューリヒに侵攻したが、ヴィンタートゥールの戦いにおいてシュヴァーベン公ブルヒャルト2世に敗北した。その後はブルヒャルトと同盟し、922年に、ルドルフはブルヒャルトの娘ベルタと結婚した。
同年、ルドルフは南に軍を進め、921年にはイーヴレア辺境伯アダルベルト1世によりイタリア王に推戴された。その結果、923年に、皇帝ベレンガーリオ1世とフィオレンツオーラ・ダルダ（ピアチェンツァ）で衝突が起こったが、ルドルフが勝利し、ルドルフがイタリア王となった。
しかし、イタリア貴族はルドルフに対し反乱を起こすようになった。ブルヒャルト2世はシュヴァーベンから援護に駆けつけたが、926年4月、ノヴァーラにてミラノ大司教ランベルトとの戦いで戦死した。ルドルフはイタリアから撤退し、同年11月にヴォルムスにおいて、イタリア王位の象徴である聖槍を東フランク王ハインリヒ1世に引き渡した。
最終的に933年に、ルドルフはユーグ・ダルルにイタリア王位を譲り渡し、代わりにユーグから下ブルグント（低ブルグント）を得た（ブルグント王国の成立）。
ルドルフ2世は937年に死去し、サン＝モーリス修道院に葬られた。ブルグント王位は息子のコンラートが継いだ。ルドルフ2世の寡婦ベルタは937年にユーグ・ダルルと結婚した。

## 子女
922年、シュヴァーベン公ブルヒャルト2世の娘ベルタ（907/8年 - 966年）と結婚した。
- コンラート（925年頃 - 993年） - ブルグント王
- ルドルフ
- ブルヒャルト1世 - リヨン大司教
- アーデルハイト（931/932年 - 999年） - イタリア王ロターリオ2世と結婚、のち、皇帝オットー1世と結婚。